# デザート・ローズ・バンド
デザート・ローズ・バンド（The Desert Rose Band）は、1985年にクリス・ヒルマン（元バーズおよびフライング・ブリトー・ブラザーズのメンバー）がハーブ・ペダーセンおよびジョン・ジョーゲンソンとともにカリフォルニア州ロサンゼルスで結成したアメリカのカントリー・ロックのバンド。創設メンバーとしてはベースギターのビル・ブライソン、ペダル・スティール・ギターのジェイディー・マネス、ドラムスのスティーヴ・ダンカンも参加していた。1980年代後半から1990年代前半にかけて、1994年2月に解散するまでにバンドは全米ビルボードホット・カントリー・シングル＆トラック・チャートに数曲のヒットシングルをチャートインさせた。

## メンバー構成
デザート・ローズ・バンドは、1985年に元バーズのメンバーで、グラム・パーソンズとともにカントリー・ロック・バンドのフライング・ブリトー・ブラザーズを創設したフロントマンのクリス・ヒルマン（1944年12月4日生）によって設立された。そのほかのメンバーとしては、楽器アレンジを主に担当するジョン・ジョーゲンソン（1956年7月6日生）と、ボーカルアレンジを主に担当するハーブ・ペダーセン（1944年4月27日生）が参加していた。ジョーゲンソンとペダーセンはヒルマンとともに三声ハーモニーを歌った。デザート・ローズ・バンドの各アルバムではペダーセンがリードボーカルを担当した。ペダル・スチール奏者のジェイディー・マネス（1945年1月4日生まれ）、ドラマーのスティーヴ・ダンカン（1953年7月28日生まれ）、ベーシストのビル・ブライソン（1946年 - 2017年）がグループを構成していた。

## キャリア

### 1987-1989: 『The Desert Rose Band』と『Running』
バンド名を冠したデビューアルバムは1987年にMCA/カーブから発売された。このアルバムには1950年代初期のジョニー&ジャックの曲を原曲とする、バンドの最初のヒット曲「Ashes of Love」が収録されていた。ヒルマンとペダーセンが「Ashes of Love」を録音したのは二回目で、一回目はシュガー・ヒル・レーベルから発売されたヒルマンの直前のアルバム『Desert Rose』でだったデザート・ローズ・バンドのデビューアルバムには、クリス・ヒルマンがかつてバーズのメンバーとして作詞・録音した「Time Between」のリメイクや、バンド初のチャートトップヒットとなった「He's Back and I'm Blue」も収録されている。
セカンドアルバム『Running』（1988年）にはジョン・ハイアット作のヒット曲「She Don't Love Nobody」、「Running」や、バック・オーウェンスの「Hello Trouble」のカバーが収録されている。

### 1990-1993: 『Pages of Life』、『True Love』と『Life Goes On』
サードアルバムの『Pages of Life』（1990年）には、「デザート・ローズ」のリメイクとともに1976年のペダーセンのアルバム『Southwest』に最初に収録されたペダーセンの娘についてのフォークソング「Our Baby's Gone」のリメイクも収録されていた。ジェイディー・マネスは1990年にバンドを脱退し、後任のペダル・スティール・ギター担当は、以前マネスがバカルーズで後任を務めたトム・ブラムリーが参加した。マネスは、デザート・ローズ・バンド後のヒルマンとペダーセンのデュエットアルバム『Bakersfiels Bound』と『Way Out West』で再びこの二人と共演した。
4枚目のスタジオアルバム『True Love』は1991年に発売された。これに続く1993年の『Life Goes On』は、欧州でのみ発売された。フィドルのサム・ブッシュ、ギターのトニー・ライスとラリー・パーク（ボーイ・ハウディ）、ドブロのアル・パーキンスなどの幾人もの著名なカントリーおよびブルーグラスのミュージシャンが『Life Goes On』にゲスト出演した。この最後のスタジオアルバムがリリースされる前には、1993年のコンピレーションアルバム『Traditional』がリリースされた。
ジョン・ジョーゲンソンとスティーヴ・ダンカンは1991年にバンドを離れた。ジョーゲンソンはウィル・レイおよびジェリー・ドナヒューとヘレキャスターを結成し、ダンカンもヘレキャスターに参加した。ジョーゲンソンは現在はジョン・ジョーゲンソン・カルテットでジプシー・ジャズを演奏している。ヒルマンとペダーセンは、2005年にアコーステック・アルバム『The Other Side』を録音した。両名はアコースティック・デュオとしてツアーを継続している。元バック・オーウェンスのスティール・ギター奏者トム・ブラムリーはミズーリ州ブランソンでジョーイ・ライリーのバンドで演奏していた。ブラムリーは2009年2月3日に死去した。

## 受賞
デザート・ローズ・バンドは、デビューアルバム『デザート・ローズ・バンド』（1987年）と、シングル「She Don't Love nobody」（1989年）でグラミー賞最優秀カントリー・パフォーマンス賞ヴォーカル入りデュオまたはグループ部門に2度ノミネートされている。
バンドはアカデミー・オブ・カントリー・ミュージック・アソシエーションによる「今年のバンド/ツアー賞」を1988年、1989年、1990年の3回受賞した。
バンドは1989年にカントリーミュージック協会のホライズン賞にノミネートされた。
放送音楽協会は、「One Step Forward」と「Love Reunited」が100万回放送ラジオ演奏というベンチマークを達成したことを表彰した。

## バンドメンバー
最終メンバー
- クリス・ヒルマン – リードボーカル、ギター(1985–1994)
- ハーブ・ペダーセン – ギター・ボーカル(1985–1994)
- トム・ブラムリー（英語版） – ペダル・スティール・ギター(1990–1994; 2009年死去)
- ティム・グローガン – ドラムス、パーカッション(1991–1994)
- ジェフ・ロス – ギター、ボーカル(1991–1994)

以前のメンバー
- ビル・ブライソン – ベースギター、ボーカル(1985–1991; 2017年死去)
- スティーヴ・ダンカン – ドラムス、パーカッション(1985–1991)
- ジョン・ジョーゲンソン（英語版） – ギター、ボーカル(1985–1991)
- ジェイディー・マネス（英語版） – ペダル・スティール・ギター(1985–1990)

## ディスコグラフィー

### スタジオアルバム
| タイトル               | 詳細                                                        | Peak positions  | Peak positions |
| タイトル               | 詳細                                                        | 全米 カントリー | 全米           |
| ---------------------- | ----------------------------------------------------------- | --------------- | -------------- |
| The Desert Rose Band   | - Release date: 1987年6月2日 - Label: MCA/カーブ・レコード  | 24              | —              |
| Running                | - Release date: 1988年9月6日 - Label: MCA/カーブ・レコード  | 26              | —              |
| Pages of Life          | - Release date: 1990年1月16日 - Label: MCA/カーブ・レコード | 17              | 187            |
| True Love              | - Release date: 1991年10月1日 - Label: カーブ・レコード     | —               | —              |
| Life Goes On           | - Release date: 1993年9月21日 - Label: カーブ・レコード     | —               | —              |
| "—" はチャートインせず |                                                             |                 |                |

### コンピレーションアルバム
| タイトル                      | 詳細                                                          | 最高 順位       |
| タイトル                      | 詳細                                                          | 全米 カントリー |
| ----------------------------- | ------------------------------------------------------------- | --------------- |
| A Dozen Roses – Greatest Hits | - Release date: January 4, 1991 - Label: MCA/カーブ・レコード | 44              |
| "—" はチャートインせず        |                                                               |                 |

### シングル
| 年                     | 曲名                     | 最高順位        | 最高順位          | アルバム                      |
| 年                     | 曲名                     | 全米 カントリー | カナダ カントリー | アルバム                      |
| ---------------------- | ------------------------ | --------------- | ----------------- | ----------------------------- |
| 1987                   | "Ashes of Love"          | 26              | 37                | The Desert Rose Band          |
| 1987                   | "Love Reunited"          | 6               | 5                 | The Desert Rose Band          |
| 1987                   | "One Step Forward"       | 2               | 2                 | The Desert Rose Band          |
| 1988                   | "He's Back and I'm Blue" | 1               | 1                 | The Desert Rose Band          |
| 1988                   | "Summer Wind"            | 2               | 2                 | Running                       |
| 1988                   | "I Still Believe in You" | 1               | 1                 | Running                       |
| 1989                   | "She Don't Love Nobody"  | 3               | 4                 | Running                       |
| 1989                   | "Hello Trouble"          | 11              | 11                | Running                       |
| 1989                   | "Start All Over Again"   | 6               | 3                 | Pages of Life                 |
| 1990                   | "In Another Lifetime"    | 13              | 18                | Pages of Life                 |
| 1990                   | "Story of Love"          | 10              | 6                 | Pages of Life                 |
| 1991                   | "Will This Be the Day"   | 37              | 44                | A Dozen Roses – Greatest Hits |
| 1991                   | "Come a Little Closer"   | 65              | 67                | A Dozen Roses – Greatest Hits |
| 1991                   | "You Can Go Home"        | 53              | 64                | True Love                     |
| 1991                   | "Twilight Is Gone"       | 67              | 82                | True Love                     |
| 1993                   | "What About Love"        | 71              | —                 | Life Goes On                  |
| 1993                   | "Night After Night"      | —               | —                 | Life Goes On                  |
| "—" はチャートインせず |                          |                 |                   |                               |

### ミュージックビデオ
| 年   | 曲名                     | 監督              |
| ---- | ------------------------ | ----------------- |
| 1988 | "He's Back and I'm Blue" |                   |
| 1988 | "Summer Wind"            |                   |
| 1989 | "She Don't Love Nobody"  | Bill Pope         |
| 1990 | "In Another Lifetime"    | Bill Pope         |
| 1991 | "Will This Be the Day"   | Gerry Wenner      |
| 1991 | "You Can Go Home"        | en:Gustavo Garzón |
| 1993 | "What About Love"        | Michael Merriman  |